# 8. etape af Giro d'Italia 2019
8. etape af Giro d'Italia 2019 gik fra Tortoreto til Pesaro 18. maj 2019. 
Caleb Ewan vandt etapen.

## Resultater

### Etaperesultat
| \| Etaperesultat \| Etaperesultat \| Etaperesultat \| Etaperesultat \| Etaperesultat \| \| Rytter \| Rytter \| Hold \| Tid \| \| \| ------------- \| ---------------- \| --------------------------- \| ------------- \| ------------- \| \| 1. \| Caleb Ewan \| Lotto-Soudal \| 5t 43' 32" \| \| \| 2. \| Elia Viviani \| Deceuninck-Quick Step \| + 0" \| \| \| 3. \| Pascal Ackermann \| Bora-Hansgrohe \| + 0" \| \| \| 4. \| Fabio Sabatini \| Deceuninck-Quick Step \| + 0" \| \| \| 5. \| Manuel Belletti \| Androni Giocattoli-Sidermec \| + 0" \| \| \| 6. \| Arnaud Démare \| Groupama-FDJ \| + 0" \| \| \| 7. \| Davide Cimolai \| Israel Cycling Academy \| + 0" \| \| \| 8. \| Marco Canola \| Nippo-Vini Fantini-Faizanè \| + 0" \| \| \| 9. \| Giacomo Nizzolo \| Dimension Data \| + 0" \| \| \| 10. \| Rüdiger Selig \| Bora-Hansgrohe \| + 0" \| \| |                  |                             |            |
| |                  |                             |            |
| Kilde: ProCyclingStats |                  |                             |            |
| Etaperesultat |                  |                             |            |
| Rytter | Rytter           | Hold                        | Tid        |
| 1. | Caleb Ewan       | Lotto-Soudal                | 5t 43' 32" |
| 2. | Elia Viviani     | Deceuninck-Quick Step       | + 0"       |
| 3. | Pascal Ackermann | Bora-Hansgrohe              | + 0"       |
| 4. | Fabio Sabatini   | Deceuninck-Quick Step       | + 0"       |
| 5. | Manuel Belletti  | Androni Giocattoli-Sidermec | + 0"       |
| 6. | Arnaud Démare    | Groupama-FDJ                | + 0"       |
| 7. | Davide Cimolai   | Israel Cycling Academy      | + 0"       |
| 8. | Marco Canola     | Nippo-Vini Fantini-Faizanè  | + 0"       |
| 9. | Giacomo Nizzolo  | Dimension Data              | + 0"       |
| 10. | Rüdiger Selig    | Bora-Hansgrohe              | + 0"       |

## Klassementerne efter etapen

### Samlede stilling
| \| Samlede stilling \| Samlede stilling \| Samlede stilling \| Samlede stilling \| Samlede stilling \| \| Rytter \| Rytter \| Hold \| Tid \| \| \| ---------------- \| ------------------ \| --------------------------- \| ---------------- \| ---------------- \| \| 1. \| Valerio Conti \| UAE Team Emirates \| 35t 13' 06" \| \| \| 2. \| José Joaquín Rojas \| Movistar Team \| + 1' 32" \| \| \| 3. \| Giovanni Carboni \| Bardiani CSF \| + 1' 41" \| \| \| 4. \| Nans Peters \| AG2R La Mondiale \| + 2' 09" \| \| \| 5. \| Valentin Madouas \| Groupama-FDJ \| + 2' 17" \| \| \| 6. \| Amaro Antunes \| CCC Team \| + 2' 45" \| \| \| 7. \| Fausto Masnada \| Androni Giocattoli-Sidermec \| + 3' 14" \| \| \| 8. \| Pieter Serry \| Deceuninck-Quick Step \| + 3' 25" \| \| \| 9. \| Andrey Amador \| Movistar Team \| + 3' 27" \| \| \| 10. \| Sam Oomen \| Team Sunweb \| + 4' 57" \| \| |                    |                             |             |
| |                    |                             |             |
| Kilde: ProCyclingStats |                    |                             |             |
| Samlede stilling |                    |                             |             |
| Rytter | Rytter             | Hold                        | Tid         |
| 1. | Valerio Conti      | UAE Team Emirates           | 35t 13' 06" |
| 2. | José Joaquín Rojas | Movistar Team               | + 1' 32"    |
| 3. | Giovanni Carboni   | Bardiani CSF                | + 1' 41"    |
| 4. | Nans Peters        | AG2R La Mondiale            | + 2' 09"    |
| 5. | Valentin Madouas   | Groupama-FDJ                | + 2' 17"    |
| 6. | Amaro Antunes      | CCC Team                    | + 2' 45"    |
| 7. | Fausto Masnada     | Androni Giocattoli-Sidermec | + 3' 14"    |
| 8. | Pieter Serry       | Deceuninck-Quick Step       | + 3' 25"    |
| 9. | Andrey Amador      | Movistar Team               | + 3' 27"    |
| 10. | Sam Oomen          | Team Sunweb                 | + 4' 57"    |

| Pointkonkurrence | Pointkonkurrence   | Pointkonkurrence            | Pointkonkurrence | Pointkonkurrence |
| Rytter           | Rytter             | Hold                        | Point            |                  |
| ---------------- | ------------------ | --------------------------- | ---------------- | ---------------- |
| 1.               | Pascal Ackermann   | Bora-Hansgrohe              | 150 point        |                  |
| 2.               | Arnaud Démare      | Groupama-FDJ                | 98 point         |                  |
| 3.               | Caleb Ewan         | Lotto-Soudal                | 91 point         |                  |
| 4.               | Richard Carapaz    | Movistar Team               | 50 point         |                  |
| 5.               | José Joaquín Rojas | Movistar Team               | 32 point         |                  |
| 6.               | Matteo Moschetti   | Trek-Segafredo              | 32 point         |                  |
| 7.               | Valerio Conti      | UAE Team Emirates           | 29 point         |                  |
| 8.               | Damiano Cima       | Nippo-Vini Fantini-Faizanè  | 28 point         |                  |
| 9.               | Primož Roglič      | Team Jumbo-Visma            | 27 point         |                  |
| 10.              | Marco Frapporti    | Androni Giocattoli-Sidermec | 26 point         |                  |

| Pointkonkurrence | Pointkonkurrence   | Pointkonkurrence            | Pointkonkurrence | Pointkonkurrence |
| Rytter           | Rytter             | Hold                        | Point            |                  |
| ---------------- | ------------------ | --------------------------- | ---------------- | ---------------- |
| 1.               | Pascal Ackermann   | Bora-Hansgrohe              | 150 point        |                  |
| 2.               | Arnaud Démare      | Groupama-FDJ                | 98 point         |                  |
| 3.               | Caleb Ewan         | Lotto-Soudal                | 91 point         |                  |
| 4.               | Richard Carapaz    | Movistar Team               | 50 point         |                  |
| 5.               | José Joaquín Rojas | Movistar Team               | 32 point         |                  |
| 6.               | Matteo Moschetti   | Trek-Segafredo              | 32 point         |                  |
| 7.               | Valerio Conti      | UAE Team Emirates           | 29 point         |                  |
| 8.               | Damiano Cima       | Nippo-Vini Fantini-Faizanè  | 28 point         |                  |
| 9.               | Primož Roglič      | Team Jumbo-Visma            | 27 point         |                  |
| 10.              | Marco Frapporti    | Androni Giocattoli-Sidermec | 26 point         |                  |

| Bjergkonkurrence | Bjergkonkurrence | Bjergkonkurrence            | Bjergkonkurrence | Bjergkonkurrence |
| Rytter           | Rytter           | Hold                        | Point            |                  |
| ---------------- | ---------------- | --------------------------- | ---------------- | ---------------- |
| 1.               | Giulio Ciccone   | Trek-Segafredo              | 32 point         |                  |
| 2.               | Fausto Masnada   | Androni Giocattoli-Sidermec | 18 point         |                  |
| 3.               | Antonio Pedrero  | Movistar Team               | 18 point         |                  |
| 4.               | Marco Frapporti  | Androni Giocattoli-Sidermec | 15 point         |                  |
| 5.               | Valerio Conti    | UAE Team Emirates           | 8 point          |                  |
| 6.               | Andrej Zejts     | Astana                      | 8 point          |                  |
| 7.               | François Bidard  | AG2R La Mondiale            | 7 point          |                  |
| 8.               | Giovanni Carboni | Bardiani CSF                | 6 point          |                  |
| 9.               | Lucas Hamilton   | Mitchelton-Scott            | 6 point          |                  |
| 10.              | Louis Vervaeke   | Team Sunweb                 | 5 point          |                  |

| Bjergkonkurrence | Bjergkonkurrence | Bjergkonkurrence            | Bjergkonkurrence | Bjergkonkurrence |
| Rytter           | Rytter           | Hold                        | Point            |                  |
| ---------------- | ---------------- | --------------------------- | ---------------- | ---------------- |
| 1.               | Giulio Ciccone   | Trek-Segafredo              | 32 point         |                  |
| 2.               | Fausto Masnada   | Androni Giocattoli-Sidermec | 18 point         |                  |
| 3.               | Antonio Pedrero  | Movistar Team               | 18 point         |                  |
| 4.               | Marco Frapporti  | Androni Giocattoli-Sidermec | 15 point         |                  |
| 5.               | Valerio Conti    | UAE Team Emirates           | 8 point          |                  |
| 6.               | Andrej Zejts     | Astana                      | 8 point          |                  |
| 7.               | François Bidard  | AG2R La Mondiale            | 7 point          |                  |
| 8.               | Giovanni Carboni | Bardiani CSF                | 6 point          |                  |
| 9.               | Lucas Hamilton   | Mitchelton-Scott            | 6 point          |                  |
| 10.              | Louis Vervaeke   | Team Sunweb                 | 5 point          |                  |

| Ungdomskonkurrence | Ungdomskonkurrence | Ungdomskonkurrence          | Ungdomskonkurrence | Ungdomskonkurrence |
| Rytter             | Rytter             | Hold                        | Tid                |                    |
| ------------------ | ------------------ | --------------------------- | ------------------ | ------------------ |
| 1.                 | Giovanni Carboni   | Bardiani CSF                | 35t 14' 47"        |                    |
| 2.                 | Nans Peters        | AG2R La Mondiale            | + 28"              |                    |
| 3.                 | Valentin Madouas   | Groupama-FDJ                | + 36"              |                    |
| 4.                 | Sam Oomen          | Team Sunweb                 | + 3' 16"           |                    |
| 5.                 | Miguel Ángel López | Astana                      | + 4' 27"           |                    |
| 6.                 | Hugh Carthy        | EF Education First          | + 4' 59"           |                    |
| 7.                 | Pavel Sivakov      | Team Ineos                  | + 5' 07"           |                    |
| 8.                 | Tao Geoghegan Hart | Team Ineos                  | + 6' 02"           |                    |
| 9.                 | Ben O'Connor       | Dimension Data              | + 6' 42"           |                    |
| 10.                | Andrea Vendrame    | Androni Giocattoli-Sidermec | + 10' 59"          |                    |

| Ungdomskonkurrence | Ungdomskonkurrence | Ungdomskonkurrence          | Ungdomskonkurrence | Ungdomskonkurrence |
| Rytter             | Rytter             | Hold                        | Tid                |                    |
| ------------------ | ------------------ | --------------------------- | ------------------ | ------------------ |
| 1.                 | Giovanni Carboni   | Bardiani CSF                | 35t 14' 47"        |                    |
| 2.                 | Nans Peters        | AG2R La Mondiale            | + 28"              |                    |
| 3.                 | Valentin Madouas   | Groupama-FDJ                | + 36"              |                    |
| 4.                 | Sam Oomen          | Team Sunweb                 | + 3' 16"           |                    |
| 5.                 | Miguel Ángel López | Astana                      | + 4' 27"           |                    |
| 6.                 | Hugh Carthy        | EF Education First          | + 4' 59"           |                    |
| 7.                 | Pavel Sivakov      | Team Ineos                  | + 5' 07"           |                    |
| 8.                 | Tao Geoghegan Hart | Team Ineos                  | + 6' 02"           |                    |
| 9.                 | Ben O'Connor       | Dimension Data              | + 6' 42"           |                    |
| 10.                | Andrea Vendrame    | Androni Giocattoli-Sidermec | + 10' 59"          |                    |

| Holdkonkurrence | Holdkonkurrence             | Holdkonkurrence | Holdkonkurrence |
| Hold            | Hold                        | Tid             |                 |
| --------------- | --------------------------- | --------------- | --------------- |
| 1.              | Movistar Team               | 105t 47' 30"    |                 |
| 2.              | Deceuninck-Quick Step       | + 5' 55"        |                 |
| 3.              | Androni Giocattoli-Sidermec | + 6' 29"        |                 |
| 4.              | AG2R La Mondiale            | + 6' 43"        |                 |
| 5.              | Mitchelton-Scott            | + 10' 25"       |                 |
| 6.              | Astana                      | + 10' 34"       |                 |
| 7.              | UAE Team Emirates           | + 11' 43"       |                 |
| 8.              | Bora-hansgrohe              | + 12' 27"       |                 |
| 9.              | EF Education First          | + 12' 27"       |                 |
| 10.             | Ineos                       | + 15' 46"       |                 |

| Holdkonkurrence | Holdkonkurrence             | Holdkonkurrence | Holdkonkurrence |
| Hold            | Hold                        | Tid             |                 |
| --------------- | --------------------------- | --------------- | --------------- |
| 1.              | Movistar Team               | 105t 47' 30"    |                 |
| 2.              | Deceuninck-Quick Step       | + 5' 55"        |                 |
| 3.              | Androni Giocattoli-Sidermec | + 6' 29"        |                 |
| 4.              | AG2R La Mondiale            | + 6' 43"        |                 |
| 5.              | Mitchelton-Scott            | + 10' 25"       |                 |
| 6.              | Astana                      | + 10' 34"       |                 |
| 7.              | UAE Team Emirates           | + 11' 43"       |                 |
| 8.              | Bora-hansgrohe              | + 12' 27"       |                 |
| 9.              | EF Education First          | + 12' 27"       |                 |
| 10.             | Ineos                       | + 15' 46"       |                 |